# Living in the Material World
Living in the Material World ist das zweite Solo-Studioalbum von George Harrison nach der Trennung der Beatles. Gleichzeitig ist es einschließlich der beiden Instrumentalalben aus den 1960er Jahren und des Livealbums The Concert for Bangla Desh das insgesamt fünfte Album Harrisons. Es wurde am 30. Mai 1973 in den USA und am 22. Juni 1973 in Großbritannien veröffentlicht. 2011 benutzte der Filmemacher Martin Scorsese den Titel des Albums für seine Dokumentation George Harrison: Living in the Material World.

## Entstehungsgeschichte
George Harrison hatte sich ein Jahr aus der Öffentlichkeit zurückgezogen, nachdem The Concert for Bangla Desh im Dezember 1971 veröffentlicht wurde. Harrison sagte im April 1972 gegenüber dem Record Mirror: „Es wäre mir egal, wenn niemand jemals wieder von mir hören würde. Ich will einfach nur spielen und Platten machen und an musikalischen Ideen arbeiten.“

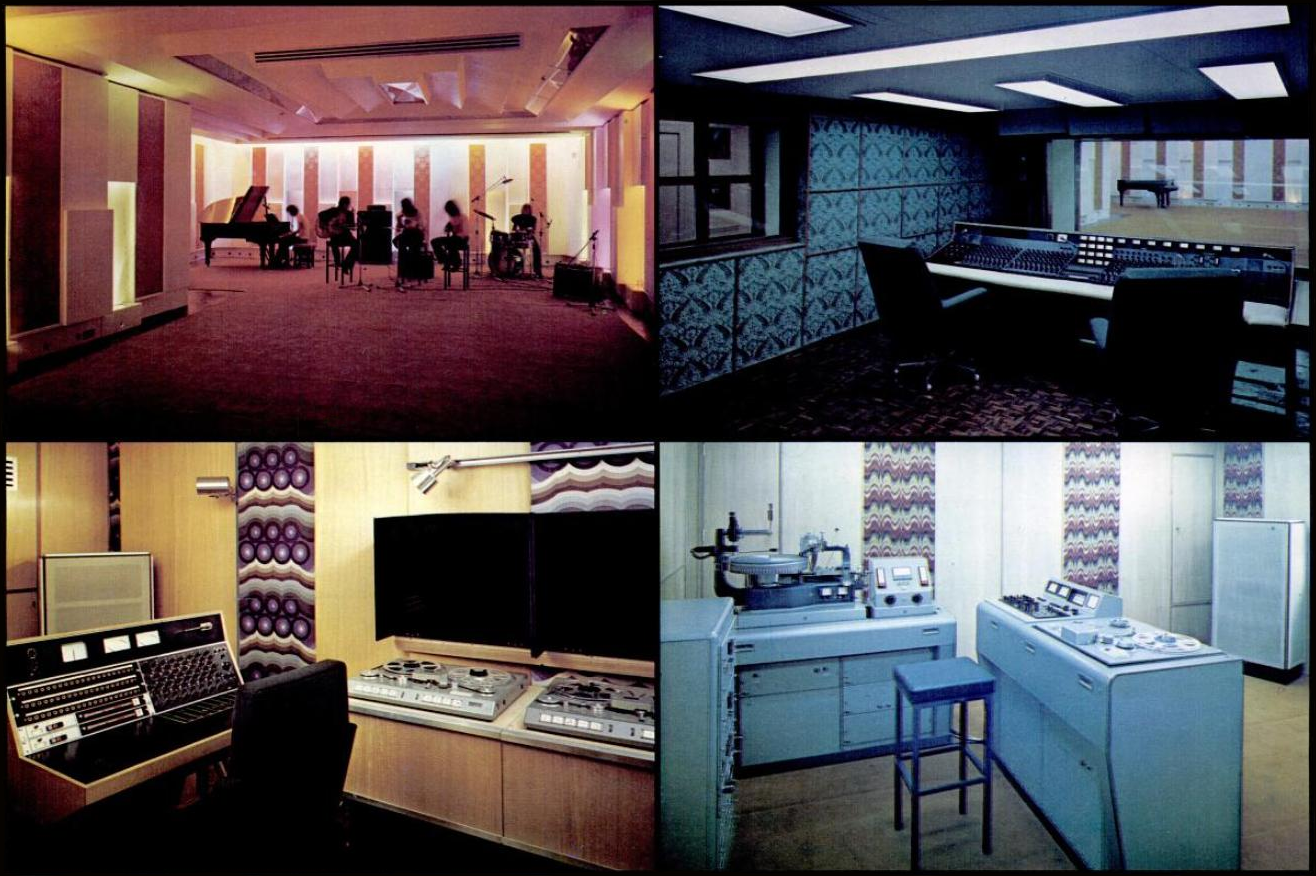
Apple Studios

Living in the Material World entstand im Oktober 1972 sowie von Januar bis März 1973, als George Harrison nach den Veröffentlichungen von All Things Must Pass und The Concert for Bangla Desh der kommerziell erfolgreichste Ex-Beatles war. Das Album setzte diesen Erfolg fort. Und obwohl von All Things Must Pass noch einige Songs übrigblieben, entschied sich Harrison, mit Living In The Material World neu anzufangen, keines der Lieder wurde vor 1970 geschrieben, die meisten waren Neukompositionen. Harrison wählte eine kleine Besetzungsliste, um an Living In The Material World zu arbeiten, im Gegensatz zu der riesigen Wall of Sound-Produktion auf All Things Must Pass. Ursprünglich war es geplant, dass Phil Spector erneut produziert, aber bedingt durch seine Alkoholprobleme war eine kontinuierliche Arbeit mit ihm nicht möglich. Seine Kernmusiker waren die Keyboarder Nicky Hopkins und Gary Wright, der Bassgitarrist Klaus Voormann und Jim Keltner am Schlagzeug. Klaus Voormann sagte über die Atmosphäre der Aufnahmen: „Er (Harrison) schuf eine Atmosphäre im Studio. Er stellte Räucherstäbchen auf, machte einen schönen Geruch, schaltete das Licht aus, eine wirklich schöne Umgebung. Er setzte sich, die meiste Zeit mit einer Gitarre, spielte den Song und dann fingen wir langsam an, das Gefühl des Songs aufzunehmen. Wir konnten uns Zeit nehmen, tun, was wir wollten, Vorschläge machen.“ Living In The Material World wurde zur gleichen Zeit wie Hopkins’ Soloalbum Tin Man Was A Dreamer aufgenommen. Die Band arbeitete unter der Woche an Harrisons Musik und wandte sich am Wochenende Hopkins Album zu.
Viele Texte der Lieder spiegeln seine religiösen und philosophischen Ansichten wider. So handelt es sich bei Give Me Love (Give Me Peace on Earth) (Aufnahme: 9. Oktober 1972) um ein Gebet. Living in the Material World (Aufnahme: 6. Oktober 1972) und The Lord Loves the One (That Loves the Lord) (Aufnahme: 2. Oktober 1972) wurden von A. C. Bhaktivedanta Prabhupada beeinflusst. Das erste Lied beschreibt den Zustand der physischen Welt aus der Sicht des Autors, der zweite Titel beschreibt die religiösen Überzeugungen von Harrison. The Light That Has Lighted the World (Aufnahme: 6. Oktober 1972) bittet um Verständnis für die Veränderungen, die George Harrison vollzogen hat. In Who Can See It (Aufnahme: 13. Oktober 1972) blickt der Interpret auf seine letzten Lebensjahre zurück.
Die weiteren Titel des Albums behandeln weltliche Themen: die Klage Paul McCartneys gegen die anderen Beatles (Sue Me, Sue You Blues) (Aufnahme: 3. Oktober 1972), ein Rückblick auf das Konzert für Bangladesh (The Day the World Gets ’Round (Aufnahme: 4. Oktober 1972) sowie die Liebeslieder Don’t Let Me Wait Too Long (Aufnahme: 11. Oktober 1972), Be Here Now (Aufnahme: 11. Oktober 1972) und That Is All) (Aufnahme: 4. Oktober 1972). Bei dem von Phil Spector mitproduzierten Lied Try Some, Buy Some (Aufnahme: 5. März 1971/24. Oktober 1972) handelt es sich um das originale Aufnahmeband, das von Ronnie Spector im März 1971 besungen wurde. George Harrison entfernte die Gesangsspur, verlangsamte das Abspieltempo des Aufnahmebands und sang den Titel neu ein.
Living in the Material World blieb das einzige Album eines Ex-Beatles, das in den Apple Studios aufgenommen wurde. Klaus Voormann, der an den Aufnahmen beteiligt war, äußerte sich allerdings dahingehend, dass die Aufnahmen tatsächlich in Harrisons Heimstudio „F.P.S.H.O.T.“ (eine Abkürzung für Friar Park Studio, Henley-on-Thames) stattfanden. In dem Begleitbuch (Seite 24) zur 2024er Deluxe Ausgabe des Albums wird erwähnt, dass die Basisaufnahmen vom 2. bis zum 27. Oktober 1972 in den Apple Studios stattfanden. Anschließend wurden Anfang 1973 Overdubaufnahmen in den Abbey Road Studios und in Harrisons Heimstudio „F.P.S.H.O.T.“ eingespielt. Die Orchesterarrangements kamen, wie schon bei beim Album All Things Must Pass von John Barham.
Harrison sagte zum Titel des Albums: „Aus meiner Sicht ist die materielle Welt nicht notwendigerweise nur auf Geld oder Gewinn oder Reichtum oder Macht zurückzuführen, sondern materiell im Sinne des Physischen […] Die physische Welt im Gegensatz zu einer spirituellen Welt. Die materielle Welt ist also dort, wo wir leben. Wir leben unter den Gesetzen der Relativität, was gut und schlecht und auf und ab ist.“
Das Album und die Single wurden zeitlich verschoben, damit die Beatles-Kompilationen 1962–1966 und 1967–1970 und das Paul McCartney- und Wings-Album Red Rose Speedway vorher veröffentlicht werden konnten. Die Single Give Me Love (Give Me Peace on Earth) und das Album belegten Ende Juni 1973 in den USA gleichzeitig die Nummer-eins-Position in den Charts, im gleichen Monat wurde das Album in den USA mit Gold für 500.000 verkaufter Exemplare ausgezeichnet.

## Covergestaltung

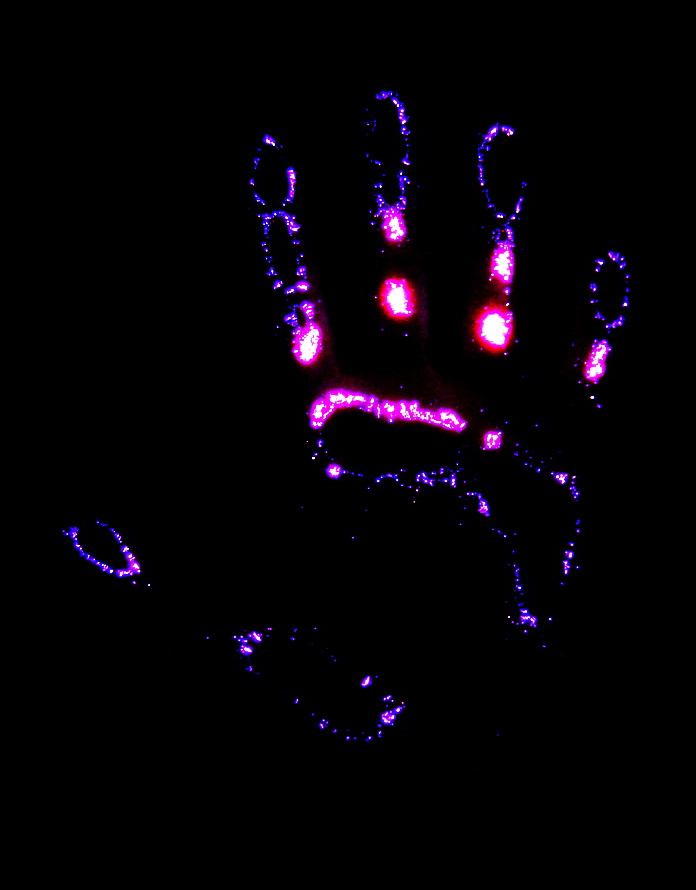
Kirlianfotografie

Das Album erschien in einem Aufklappcover. Für die Gestaltung des Schallplattencovers war der Designer Tom Wilkes verantwortlich. Wilkes’ Idee war, George Harrisons Aura mit Hilfe der Kirlianfotografie zu fotografieren und dieses Bild für das Cover zu verwenden. Da das zur Verfügung stehende Gerät zu klein war, fiel die Entscheidung, nur die Hände zu fotografieren. Die Fotos wurden in der Abteilung für Parapsychologie der UCLA von Kendall L. Johnson aufgenommen. Das Cover auf der Vorderseite des Albums zeigt auf schwarzem Hintergrund ein Foto von Harrisons linker Hand, der damit während der Aufnahme ein Bild von Krishna bedeckte, das einen Teil der Handfläche einnimmt. Das Cover auf der Rückseite zeigt auf schwarzem Hintergrund ein Foto von Harrisons rechter Hand. Bei der Aufnahme dieses Fotos hatte Harrison seine Hand über drei US-amerikanische Münzen gelegt, zwei Vierteldollar- und eine Ein-Dollar-Münze. Das von Ken Marcus aufgenommene Foto auf der linken Innenseite des Klappcovers zeigt ein Bild, das als Anspielung auf das Gemälde Das Abendmahl von Leonardo da Vinci entstand. Auf dem Rasen eines Anwesens wurde eine Speisetafel aufgebaut, an der Musiker saßen, die an den Aufnahmen für das Album beteiligt waren. Harrison selbst steht in der Mitte der Tafel. Da Gary Wright, auf dem Foto ganz rechts zu sehen, während des Fototermins nicht anwesend sein konnte, wurde sein Gesicht nachträglich in die Aufnahme montiert.

## Titelliste
Alle Titel wurden von George Harrison geschrieben.
Seite Eins
1. Give Me Love (Give Me Peace on Earth) – 3:36
2. Sue Me, Sue You Blues – 4:48
3. The Light That Has Lighted the World – 3:31
4. Don’t Let Me Wait Too Long – 2:57
5. Who Can See It – 3:52
6. Living in the Material World – 5:31

Seite Zwei
1. The Lord Loves the One (That Loves the Lord) – 4:34
2. Be Here Now – 4:09
3. Try Some, Buy Some – 4:08
4. The Day the World Gets ’Round – 2:53
5. That Is All – 3:43

## Wiederveröffentlichungen

### Wiederveröffentlichung im CD-Format
- Die Erstveröffentlichung im CD-Format erschien im Januar 1992. Der CD liegt ein achtseitiges bebildertes Begleitheft bei, das die Liedtexte beinhaltet.[10]

### Remasterte Wiederveröffentlichungen
- Im September 2006 wurde das Album in einer remasterten Version als CD und Vinyl-Langspielplatte mit den zwei Bonusstücken Miss O’Dell und Deep Blue (B-Seite von Bangla Desh; Single aus dem Jahr 1971) veröffentlicht, sowie in einer Deluxe-Edition; als CD mit einer zusätzlichen DVD in einer Pappbox enthalten. Das Remastering erfolgte von Sam Okell und Steve Rooke in den Abbey Road Studios, Projektkoordinator war Allan Rouse. Der CD ist ein 16-seitiges bebildertes (Deluxe-Version: 40-seitiges) Begleitheft beigegelegt, das Informationen von Kevin Howlett zum Album und die Liedtexte beinhaltet.[11]

Die Bonus-DVD hat folgenden Inhalt:
1. Give Me Love (Give Me Peace on Earth) (aufgenommen im Tokyo Dome, 15. Dezember 1991)
2. Miss O’Dell (Alternative Version)
3. Sue Me, Sue You Blues (Acoustic Demo Version)
4. Living in the Material World

- Am 19. September 2014 wurde die CD, erneut remastert, mit folgenden Bonustiteln wiederveröffentlicht:[12]

1. Deep Blue – 3:45
2. Miss O’Dell – 2:32
3. Bangla Desh – 3:57
Das Lied Bangla Desh wurde laut CD-Innencover von Paul Hicks neu abgemischt.

Das Remastering erfolgte von Paul Hicks, Gavin Lurssen und Reuben Cohen in den Lurssen Mastering Studios. Das CD-Album hat ein aufklappbares Pappcover, dem ein sechszehnseitiges bebildertes Begleitheft beigegelegt ist, das Informationen von Kevin Howlett aus dem Jahr 2006 zum Album und die Liedtexte beinhaltet. Die CD befindet sich in einem Innencover, das der Originalinnenhülle des Vinylalbums nachempfunden ist. Das Design stammt von Darren Evans.

### 50-jährige Jubiläumsausgabe
- Am 15. Oktober 2024 veröffentlichten Olivia und Dhani Harrison anlässlich des 50. Jubiläums des Albums einen neuen Stereo-Remix von Album Living in the Material World. Die Abmischung erfolgte 2024 von Paul Hicks, das Mastering von Alex Wharton. Die Neuauflage ist in folgenden sechs Varianten erhältlich: Einzel CD[13], Doppel-CD[14], Einzel-Vinyl-Album, Coloured-Einzel-Vinyl-Album[15][16], Doppel-Vinyl-Album[17],  und als Super-Deluxe-Box-Set[18].

- Die Super Deluxe-Box enthält zwei Vinyl-Alben, eine Vinyl 7″-Single, zwei CDs sowie eine Blu-Ray, die den Inhalt der beiden CDs in Dolby Atmos und Stereo wiedergibt. Weiterhin beinhaltet der Schuber ein 60-seitiges Hardcover-Buch, das von Olivia Harrison und Rachel Cooper kuratiert wurde, mit unveröffentlichten Bildern, handgeschriebenen Texten, Studionotizen und Bildern von Tonbandboxen. Weiterhin enthalten ist ein 12-seitiges Recording Notes-Booklet, das auf den originalen Living in the Material World-Produktionsnotizen, Fotografien und Tonbandbändern basiert. Die Super Deluxe-Box enthält exklusiv die George Harrison-Komposition Sunshine Life for Me (Sail away Raymond), das am 15. März 1973 von Harrison (Gitarre und Gesang) mit Robbie Robertson (E-Gitarre), Levon Helm (Mandoline), Garth Hudson (Akkordeon) und Rick Danko (Violine) von The Band sowie Ringo Starr (Schlagzeug), Klaus Voormann (Kontrabass) und David Bromberg (Banjo und Geige) aufgenommen wurde. Sunshine Life for Me (Sail away Raymond) befindet sich auf der zweiten CD und auf der 7″-Vinyl-Single, die Rückseite der Single enthält exklusiv die Instrumentalversion des Songs. Sunshine Life for Me (Sail away Raymond) wurde für das Ringo Starr Album Ringo von Starr neu eingesungen.

- CD 1: Remixtes Album,
- CD 2:

1. Give Me Love (Give Me Peace on Earth) (Take 18; Acoustic Version) – 3:38
2. Sue Me, Sue You Blues (Take 5) – 4:23
3. The Light That Has Lighted the World (Take 13) – 3:54
4. Don't Let Me Wait Too Long (Take 49; Acoustic Version) – 2:56
5. Who Can See It (Take 93) – 4:01
6. Living in the Material World (Take 31) – 3:43
7. The Lord Loves the One (That Loves the Lord) (Take 3) – 5:28
8. Be Here Now (Take 8) – 4:16
9. Try Some Buy Some (Alternative Version) – 4:27
10. The Day the World Gets 'Round (Take 22; Acoustic Version) – 5:06
11. That Is All (Take 24) – 3:44
12. Miss O’Dell (2024 Mix) – 2:29
13. Sunshine Life for Me (Sail away Raymond) (Exklusiv auf der Super Deluxe-Version) – 2:47

- Doppel-Vinyl-Album:

| Seite 1 1. Give Me Love (Give Me Peace on Earth) 2. Sue Me, Sue You Blues – 4:48 3. The Light That Has Lighted the World 4. Don’t Let Me Wait Too Long 5. Who Can See It 6. Living in the Material World | Seite 2 1. The Lord Loves the One (That Loves the Lord) 2. Be Here Now 3. Try Some, Buy Some 4. The Day the World Gets ’Round 5. That Is All |

| Seite 3 1. Give Me Love (Give Me Peace on Earth) (Take 18; Acoustic Version) 2. Sue Me, Sue You Blues (Take 5) 3. The Light That Has Lighted the World (Take 13) 4. Don't Let Me Wait Too Long (Take 49; Acoustic Version) 5. Who Can See It (Take 93) 6. Living in the Material World (Take 31) | Seite 4 1. The Lord Loves the One (That Loves the Lord) (Take 3) 2. Be Here Now (Take 8) 3. Try Some Buy Some (Alternative Version) 4. The Day the World Gets 'Round (Take 22; Acoustic Version) 5. That Is All (Take 24) 6. Miss O’Dell (2024 Mix) |

- 7″-Vinyl-Single: Sunshine Life for Me (Sail away Raymond)/Sunshine Life for Me (Sail away Raymond) (Instrumental)

- Anlässlich der Wiederveröffentlichung wurden animierte Musikvideos für Be Here Now[21] und Sunshine Life for Me (Sail away Raymond)[22] veröffentlicht.

## Singleauskopplungen

### Give Me Love (Give Me Peace on Earth)

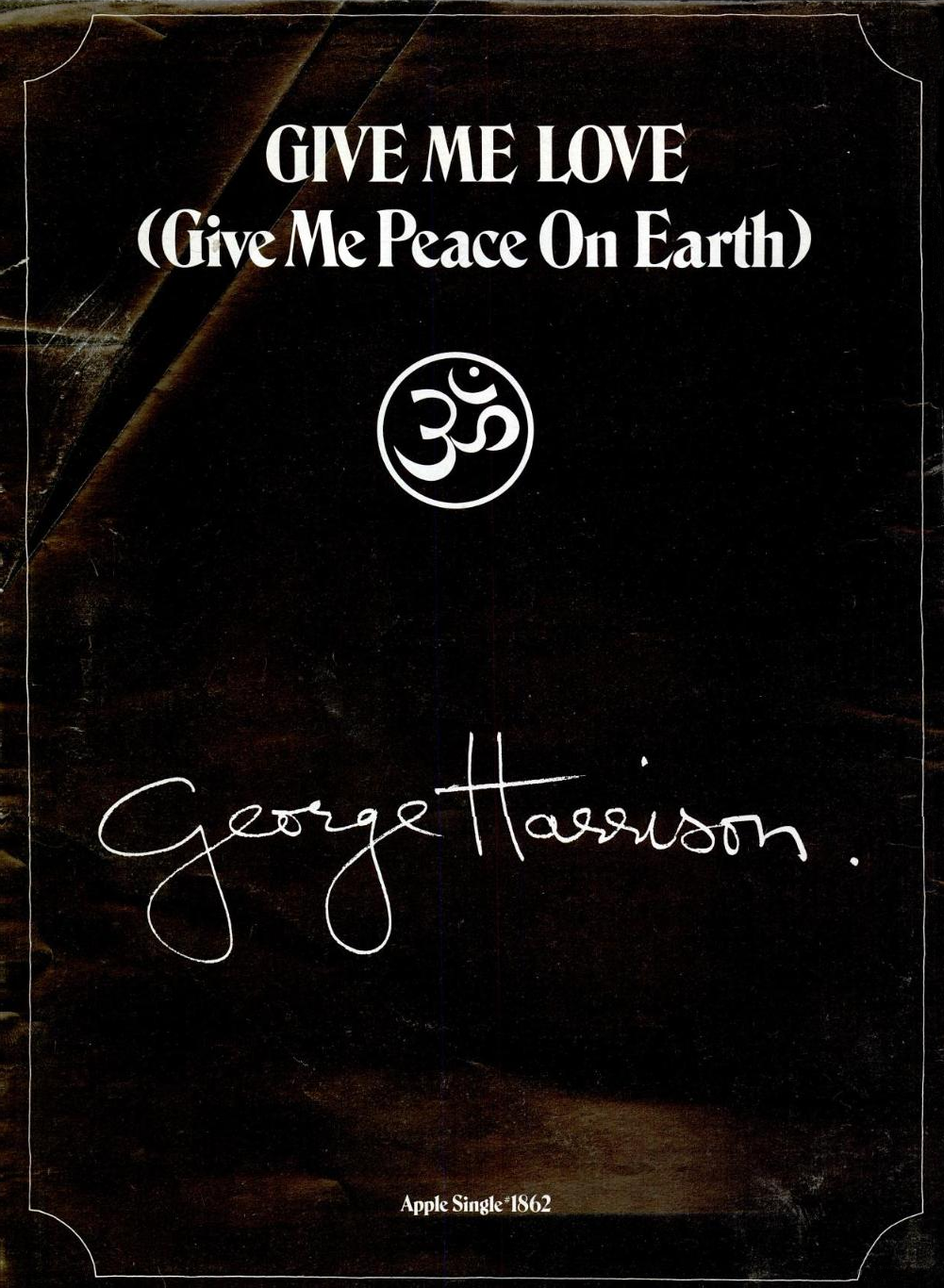
Werbung für die Single Give Me Love (Give Me Peace on Earth)

Die Singleauskopplung Give Me Love (Give Me Peace on Earth) / Miss O’Dell  erschien am 7. Mai 1973 in den USA und am 25. Mai 1973 in Großbritannien als Vorabauskopplung des Albums und wurde der zweite Nummer-eins-Hit in den Charts der USA für George Harrison. Eine weitere Singleauskopplung aus dem Album erfolgte nicht. Miss O’Dell (Aufnahme: 27. Oktober 1972) ist ein weiteres Lied der Aufnahmesessions, dieses humorvolle Lied handelt von der früheren Sekretärin von Apple Records Chris O’Dell, die auch für die Band The Rolling Stones arbeitete und unter anderem mit Mick Jagger und Keith Richards befreundet war.
Die Promotionsingle wurde in den USA wie folgt veröffentlicht: auf der A-Seite befindet sich die Monoversion und auf der B-Seite die Stereoversion der A-Seite der Kaufsingle.

### Weitere Single
Anlässlich des Record Store Day am 12. April 2025 erschien die 12"-Vinyl-Single Be Here Now in der 2024er Version, auf der B-Seite befindet sich eine Interpretation des Songs von Beck.

## Kommerzieller Erfolg

### Chartplatzierungen
Album
Living in the Material World erreichte seine Höchstplatzierung in Deutschland nach einer Wiederveröffentlichung 2024; zum Veröffentlichungszeitpunkt erreichte das Album Rang 20. Das Album erreichte bei der Wiederveröffentlichung Platz 46 in Großbritannien.
| ChartsChartplatzierungen       | Höchstplatzierung | Wochen |
| ------------------------------ | ----------------- | ------ |
| Deutschland (GfK)              | 12 (4 Wo.)        | 4      |
| Vereinigte Staaten (Billboard) | 1 (26 Wo.)        | 26     |
| Vereinigtes Königreich (OCC)   | 2 (13 Wo.)        | 13     |

Singles

| Jahr | Titel                                 | Höchstplatzierung, Gesamtwochen, AuszeichnungChartplatzierungen (Jahr, Titel, , Platzierungen, Wochen, Auszeichnungen, Anmerkungen) | Höchstplatzierung, Gesamtwochen, AuszeichnungChartplatzierungen (Jahr, Titel, , Platzierungen, Wochen, Auszeichnungen, Anmerkungen) | Höchstplatzierung, Gesamtwochen, AuszeichnungChartplatzierungen (Jahr, Titel, , Platzierungen, Wochen, Auszeichnungen, Anmerkungen) | Anmerkungen                       |
| Jahr | Titel                                 | DE | UK | US | Anmerkungen                       |
| ---- | ------------------------------------- | --- | --- | --- | --------------------------------- |
| 1973 | Give Me Love (Give Me Peace on Earth) | DE28 (7 Wo.)DE | UK8 (10 Wo.)UK | US1 (14 Wo.)US | Erstveröffentlichung: 7. Mai 1973 |

### Auszeichnungen für Musikverkäufe
| Land/Region               | Auszeichnungen für Musikverkäufe (Land/Region, Auszeichnung, Verkäufe) | Verkäufe |
| ------------------------- | ---------------------------------------------------------------------- | -------- |
| Vereinigte Staaten (RIAA) | Gold                                                                   | 500.000  |
| Insgesamt                 | 1× Gold ·                                                              | 500.000  |

## Sonstiges
- Don’t Let Me Wait Too Long hatte bereits eine Katalognummer (Apple 1866) erhalten, was darauf schließen lässt, dass eine weitere Singleauskopplung geplant war.[33]
- Auf der Rückseite des Schallplatten- und CD-Covers wird der „Jim Keltner Fan Club“ beworben, eine Anspielung auf den „Wings Fun Club“, auf den auf der Rückseite des Covers des Albums Red Rose Speedway von Paul McCartney und den Wings hingewiesen wurde.[34]
- Eine Demoversion des Liedes The Day the World Gets ’Round erschien im Dezember 2011 auf der CD Early Takes: Volume 1.